# Catfight - Botte da amiche
Catfight - Botte da amiche (Catfight) è un film del 2016 diretto da Onur Tukel.
Il film, presentato al Festival internazionale del cinema di Toronto nel settembre 2016, è una commedia nera che ha avuto una distribuzione limitata nelle sale cinematografiche, entrando presto nel circuito dei Video on demand disponibili su vari media.

## Trama
Veronica Salt vive in un appartamento lussuoso di SoHo, ha un figlio sedicenne amante dell'arte e un marito che grazie alla nuova guerra in Medio Oriente sta per diventare sempre più ricco.
Ashley Miller è una pittrice che non ha successo e, per tirare avanti, occasionalmente fa la cameriera con la sua compagna in feste private.
In una di queste occasioni, incontra dopo circa 20 anni la vecchia compagna di scuola Veronica. Evidentemente le due, dopo essere state molto amiche, litigarono per poi non vedersi più. Così, a distanza di tanti anni, riaffiora un astio mai sopito e, complice l'eccesso di alcol di Veronica e un accumulo di stress da parte di Ashley, dopo un primo battibecco, le due si ritrovano casualmente in un posto appartato e, in un crescendo inarrestabile, prendono a picchiarsi selvaggiamente. Al termine Veronica è tumefatta e stesa a terra sanguinante, si rialza, ma perde l'equilibrio cadendo rovinosamente da una rampa di scale.
Due anni più tardi quest'ultima è sul letto di un ospedale, dove inaspettatamente si risveglia dal coma. Scopre così di essere diventata povera, che il marito si è suicidato e il figlio è morto in guerra, dopo essersi arruolato volontario. Distrutta moralmente, ma ripresasi pian piano fisicamente, ricomincia dal basso con l'aiuto della sua ex domestica. Viene a sapere poi che Ashley è ora un'artista famosa e celebrata, decidendo quindi di vendicarsi.
Dopo una scenata nella sua galleria, Veronica è inseguita per strada dalla rivale e le due danno luogo a una rissa senza esclusione di colpi in un cantiere edile, arrivando a colpirsi con martelli, bastoni e copertoni. Ashley finisce tramortita e subisce un ulteriore fortuito colpo in testa, cadendo esanime.
Due anni più tardi è sul letto dello stesso ospedale che aveva curato Veronica e, come lei, si risveglia miracolosamente ma scopre di essere povera, di aver perso la compagna e anche il figlio che aveva in grembo, faticosamente ottenuto con l'inseminazione artificiale.
Veronica ora vive in una casa nei boschi, lontano dalla città, presso l'unica parente che le è rimasta, una zia completamente svitata ma di buoni sentimenti. Ashley non è più in grado di dipingere e dipende ora dalla sua ex aiutante che lei maltrattava, e che in sua assenza si è emancipata e ha avuto un successo enorme.
Mossa dall'odio, rintraccia e raggiunge Veronica, trovandola però una persona cambiata. Grazie ai filmati che il figlio Kip registrò per lei dal fronte, la donna ha infatti trovato la pace e ora vive serena in mezzo alla natura. Ashley è sorpresa e si placa. Quando però, accidentalmente versa del liquido sulla videocamera di Kip, Veronica crede di aver perso i preziosi filmati del figlio e dà la colpa alla rivale che avrebbe agito intenzionalmente. Le due riprendono così a picchiarsi selvaggiamente, stavolta nel bosco, sfogando i rispettivi rancori.